# S/T
S/T ist ein Rock-Duo aus Frankfurt, mit einem sehr eigenwilligen Mix aus Krautrock, Psychedelic Rock und minimalem New Wave.

## Bandname
s/t‚ ist die internationale Abkürzung für self titled oder same title und bezieht sich auf Tonträger, die keinen Titel haben, bzw. der Band- oder Künstlernamen gleichzeitig der Album- oder Single-Titel ist. Oftmals bei der ersten Veröffentlichung oder einer Zusammenstellung eines Künstlers.
Das erste Album der Band Faust wird Faust oder eben s/t genannt; auch die ersten Alben von Ramones, Neu! oder Led Zeppelin, sowie das neueste Werk der amerikanischen Progressive-Rock-Band Spock’s Beard.
Als Bandnamen würde es streng genommen bedeuten, dass die Band keinen Namen besitzt und so den jeweiligen Namen der Veröffentlichung trägt.

## Geschichte
S/T wurde Anfang 1993 von Martin Brauner und Joachim Gaertner in Frankfurt am Main gegründet. Ein recht ähnlicher Musikgeschmack der beiden führte dazu, verschiedene Vorlieben zu mischen. Als Duo orientiert man sich anfangs an ähnlich strukturierte Krautrock Formationen wie Cluster, Harmonia oder Neu!, ließ aber schon von Anfang an psychedelische Experimente einfließen. Akustische Loops, Effekte und Naturgeräusche sind bis heute elementare Bestandteile ihrer Musik. Da viele Stücke vom Aufwand her für zwei Personen auf der Bühne kaum reproduzierbar sind, konnte man S/T zwischen 1993 und 2005 bislang nur ein gutes Dutzend Mal live erleben, davon 2 Konzerte in Texas (1999) und 3 in London.
Als regelrechte Workaholics verschrieben sich Martin (Gitarre, Gesang) und Joachim (Keyboards) dem Songschreiben und Aufnehmen im eigenen Home-Studio sowie der Veröffentlichung meist auf dem eigenen Save Our Sperms Label. Bevor es jedoch zum ersten „echten“ Release darauf kam, wurde schon eine 10inch (25 cm ⌀ Schallplatte) 1994 auf einem amerikanischen Independent-Label veröffentlicht.
Im Laufe der nächsten Jahre wurde ein großes Archiv an Musikideen, Grundspuren und Demo-Tracks aufgenommen, jedoch bis 2002 nur der kleinere Teil veröffentlicht. In diesem Jahr veröffentlichte S/T mit <<REW ein 4 CD Werk inklusive Buch zur Übersicht des 10-jährigen Schaffens. Im gleichen Jahr fand man Kontakt zu Hans Joachim Irmler, Produzent und Keyboarder der Krautrock-Legende Faust (Band). Ergebnis der Zusammenarbeit war das Album self titled, welches aus dem Faust-eigenen Klangbad Label erschien.
In den Jahren 2004 und 2005 konnte man S/T am häufigsten live sehen. So teilte man sich u. a. Konzerte in London mit Edward Ka-Spel Mastermind der Band Legendary Pink Dots, Ectogram aus Bangor (Wales) und war in beiden Jahren beim Open Air in Scheer präsent.
Von Beginn an hat die Band sehr großen Wert auf die Gestaltung der Veröffentlichungen gelegt. So erschienen u. a. Singles mit 3-dimensionalen Labels sowie Cover aus Keramik, Blech oder Kunstgras.
Weiterführende Projekte von S/T war die Zusammenarbeit mit Mitgliedern den texanischen Bands Crevice und Pink Filth im Jahre 1999. Die in San Antonio, Texas, entstandenen Aufnahmen kamen im Jahr 2001 unter dem Namen (sic!) auf den Markt. Martin Brauner arbeitet seit Ende 2004 auch an Solo-Projekten und hat bislang 2 Veröffentlichungen unter dem Namen Allen Smithee.

## Veröffentlichungen
Wenn nicht anders vermerkt, auf SAVE OUR SPERMS Records erschienen
- 1993 If I Can Catch A Train 7″ (Roman Cabbage Records)
- 1994 Catatonic Airkraut 10″ (Lone Starfighter Records, USA)
- 1994 Q.: 7″
- 1994 Kilon Bauno 7″
- 1994 Make Up Wracks With Hydrogel Mama Complex MC
- 1994 The Story Of A Long Distance Flight Or Crash 7″ unveröffentlicht, einige Testpressungen
- 1995 Shitty Titbits MC
- 1995 The Difficult Second Album CD
- 1997 Kilon Bauno 7″ (Wiederveröffentlichung von 1994)
- 1997 Q.: 7″ (Wiederveröffentlichung von 1994)
- 1997 Free Fall Exploration CDR
- 1997 Transistorized Flashback CDR
- 1999 In Goats We Trust - Live San Antonio, Texas ‘99 CDR
- 2000 Phantasmagoric Mushroom Overflow LP (Lone Starfighter Records, USA)
- 2001 The Boy Who Cannot Whistle 12″ unveröffentlicht, 3 Dubplates existieren
- 2002 << REW 4-CDR-SET + BOOK
- 2003 Zwölf Lieder für Katrin CDR
- 2003 Space Fidelity CD
- 2004 Fünf Scheiben Gouda CDR
- 2004 Self Titled CD (Klangbad)
- 2004 music: S/T CDR
- 2004 Hi CDR
- 2005 psss/t, CD
- 2005 Samenzellenkennsatz 26-28 3-CD-Set
- 2005 Drones Club - Live London, Oct.18th + Rehearsals 2xCDR (Promotion Give-Away)
- 2006 Shitty Titbits 2xCDR (Wiederveröffentlichung von 1995)
- 2006 Before Entering The Arena CDR (Promotion Give-Away)
- 2006 v:s/t CDR
- 2006 Gletschermusiken CDR (Compilation 1995 - 2005)
- 2007 Mike DVD (Live At Scheer Festival 2004)
- 2007 Stadtlandwurst CDR
- 2007 Stadtlandwurst LP (Pure Pop For Now People, Germany)
- 2007 v:s/t LP (Go To Gate Records, Norway)
- 2007 v:s/t 2 CDR
- 2007 Terry DVD (Live Frankfurt, Nachtleben 2004)
- 2007 4.August 2007 2xCD+DVD
- 2008 Und so weiter CD (Dirter Promotions, UK)
- 2009 Gorp CDR
- 2009 Best Before 29.09.2009 (download only album)

## Split-Releases
- 2004 S/T meets Hyperbubble CDR
- 2005 Edward Ka-Spel + S/T - Gig Freebie CDR (Club Give-Away zum London Gig März 2005)
- 2009 Andy LP (Pure Pop For Now People, Germany)
- 2009 S/T meets Herpes Ö Deluxe LP (Pure Pop For Now People, Germany)

## Projekte
- 2001 (sic!) - Ahtoon Eskaloon LP (Get Happy!! Records)

## Solo
- 1992 Horse Badorties - ... reitet wieder 7″ ‘‘(Get Happy!! Records)‘‘
- 2005 Allen Smithee - Under The Moniker Of Allen Smithee CDR
- 2005 Allen Smithee - Music For A Small Niche Market CDR